# ۳۶۵ (ترانه)
«۳۶۵» تک‌آهنگی از هنرمند اهل آلمان زد، به همراهی کیتی پری است که در ۱۴ فوریه ۲۰۱۹ منتشر شد. این ترانه در چارت‌های نیوزلند و اسرائیل به رتبه زیر ده دست یافت.